# Tom Doncaster
Tom Doncaster là một cầu thủ bóng đá người Anh thi đấu cho Barnsley và Cardiff City.

## Danh hiệu
Cardiff City
- Southern Football League Second Division winner: 1912–13[2]